# Basilica maggiore

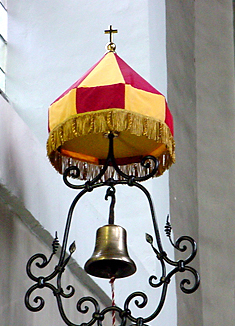
Gonfalone in velluto e campanella, simboli delle basiliche maggiori.

Basilica maggiore è il titolo dato alle quattro chiese cattoliche di più alto rango: la basilica di San Giovanni in Laterano, la basilica di San Pietro in Vaticano, la basilica di San Paolo fuori le mura e la basilica di Santa Maria Maggiore. Tutte si trovano nel perimetro della città di Roma (considerando anche San Pietro, nella Città del Vaticano); godono tutte dello status di basiliche papali (ex patriarcali) e quindi sono talvolta anche dette basiliche papali maggiori.
L'arcibasilica di San Giovanni in Laterano ha la cattedra episcopale; è la più antica, nonché la prima a cui è stato assegnato il titolo di basilica: è pertanto definita “arcibasilica”.
Le quattro basiliche maggiori hanno una porta santa, che viene aperta con un rito speciale dal papa o da un suo incaricato solo per la durata di un Anno Santo e gioca un ruolo importante nella concessione della cosiddetta indulgenza plenaria. L'altare maggiore è detto altare papale, e solo il papa e i suoi delegati possono celebrarvi la messa.
Tradizionalmente erano aperte 24 ore al giorno. Vi è assegnato un collegio di sacerdoti, costantemente a disposizione per ascoltare le confessioni.

## Storia

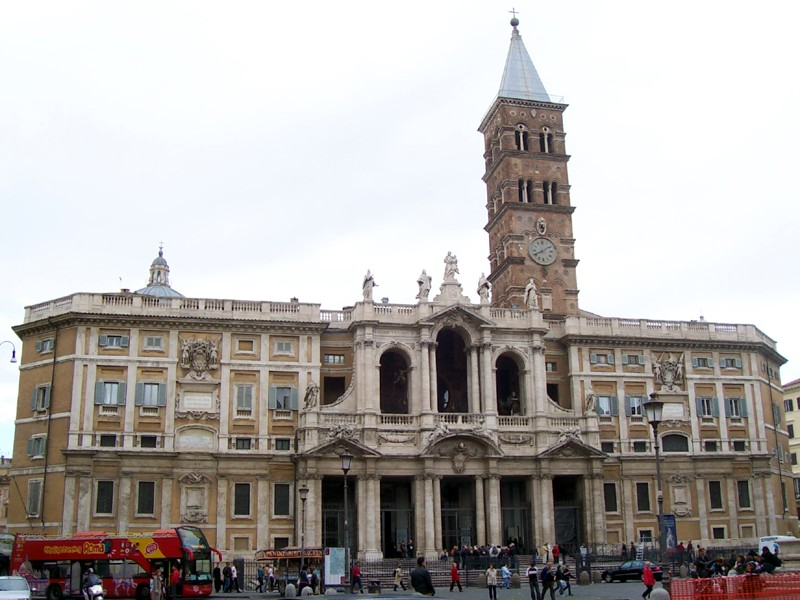
Facciata della basilica di Santa Maria Maggiore

Stemma di basilica maggiore.

Il titolo di basilica maggiore è stato introdotto nel 1300 da papa Bonifacio VIII. Con la bolla Antiquorum habet fida relatio egli istituì l'anno santo e impostò le condizioni per indulgenze.
Bonifacio VIII rinnovò "grandi remissioni e indulgenze per i peccati" ottenibili "visitando la città di Roma e la venerabile basilica del principe degli Apostoli". Offrì "non solo un completo e abbondante, ma il più completo perdono di tutti i peccati", a coloro che avessero soddisfatto determinate condizioni: dovevano confessare tutti i loro peccati e fare un pellegrinaggio alle basiliche di San Pietro e San Paolo, i rispettivi luoghi di sepoltura degli apostoli San Pietro e San Paolo.
Nel secondo giubileo nel 1350, papa Clemente VI aggiunse una terza basilica maggiore: San Giovanni in Laterano, la cattedrale di Roma. Infine, in occasione del successivo giubileo, nel 1390, fu aggiunta la basilica di Santa Maria Maggiore, la più antica chiesa romana dedicata alla Beata Vergine.
La visita a queste quattro chiese è rimasta come una delle condizioni per ottenere l'indulgenza giubilare romana.

## Privilegi e simboli
Lo status di basilica maggiore dà diritto a tre simboli: la basilica in velluto (a differenza della seta delle basiliche minori), il tintinnabulum (campanella liturgica) e la cappa magna. Gli edifici e gli stemmi possono fregiarsi del simbolo delle chiavi incrociate, come quello papale, e della basilica.
Secondo il Trattato lateranense del 1929, le basiliche maggiori situate nel territorio italiano godono dello status di extraterritorialità dall'Italia similmente a quello delle ambasciate straniere. Le basiliche maggiori sono pattugliate internamente da agenti di polizia della gendarmeria della Città del Vaticano.